# Reed Alexander (giocatore di football americano)
Reed Alexander (Prince Rupert, 30 settembre 1987) è un ex giocatore di football americano canadese, che ha giocato come offensive lineman.
Dopo aver giocato per una squadra universitaria canadese viene scelto al quarto giro del Draft CFL 2011 dai Montreal Alouettes con la 31ª scelta assoluta.